# Öppna Europamästerskapet i innebandy för damer 1995
Europamästerskapet i innebandy för damer 1995 spelades i Basel, Chur, Jona, Sursee och Zürich i Schweiz mellan den 14 och 20 maj 1995. Sverige vann turneringen genom att vinna finalen mot Norge med 8-2, medan Finland slog Schweiz med 3-2 i matchen om bronsmedaljerna.

## Resultat
Förklaringar till tabellerna:
- SP = Spelade matcher
- V = Vinster
- O = Oavgjorda
- F = Förluster
- GM = Gjorda mål
- IM = Insläppta mål
- Pts = Poäng
- MSK = Målskillnad

### Grupp A
| Lag      | SP | V | O | F | GM | IM | Pts | MSK |
| -------- | -- | - | - | - | -- | -- | --- | --- |
| Sverige  | 4  | 4 | 0 | 0 | 52 | 2  | 8   | +50 |
| Finland  | 4  | 3 | 0 | 1 | 40 | 4  | 6   | +36 |
| Tjeckien | 4  | 2 | 0 | 2 | 10 | 27 | 4   | -17 |
| Lettland | 4  | 1 | 0 | 3 | 4  | 41 | 2   | -37 |
| Ungern   | 4  | 0 | 0 | 4 | 3  | 35 | 0   | -32 |

| 14 maj 1995 | Sverige - Finland   | 2 - 1  |
| 14 maj 1995 | Tjeckien - Lettland | 4 - 0  |
| 15 maj 1995 | Sverige - Ungern    | 16 - 0 |
| 15 maj 1995 | Finland - Tjeckien  | 13 - 2 |
| 16 maj 1995 | Lettland - Sverige  | 0 - 21 |
| 16 maj 1995 | Finland - Ungern    | 12 - 0 |
| 17 maj 1995 | Lettland - Ungern   | 4 - 2  |
| 17 maj 1995 | Sverige - Tjeckien  | 13 - 1 |
| 18 maj 1995 | Tjeckien - Ungern   | 3 - 1  |
| 18 maj 1995 | Finland - Lettland  | 14 - 0 |

### Grupp B
| Lag      | SP | V | O | F | GM | IM | P | MSK |
| -------- | -- | - | - | - | -- | -- | - | --- |
| Norge    | 4  | 4 | 0 | 0 | 41 | 6  | 8 | +35 |
| Schweiz  | 4  | 3 | 0 | 1 | 41 | 6  | 6 | +35 |
| Ryssland | 4  | 2 | 0 | 2 | 13 | 19 | 4 | -6  |
| Tyskland | 4  | 1 | 0 | 3 | 5  | 31 | 2 | -26 |
| Japan    | 4  | 0 | 0 | 4 | 3  | 41 | 0 | -38 |

| 14 maj 1995 | Ryssland - Tyskland | 4 - 1  |
| 14 maj 1995 | Norge - Schweiz     | 6 - 5  |
| 15 maj 1995 | Schweiz - Ryssland  | 9 - 0  |
| 15 maj 1995 | Japan - Norge       | 0 - 15 |
| 16 maj 1995 | Tyskland - Norge    | 0 - 12 |
| 16 maj 1995 | Japan - Schweiz     | 0 - 14 |
| 17 maj 1995 | Tyskland - Japan    | 4 - 2  |
| 17 maj 1995 | Norge - Ryssland    | 8 - 1  |
| 18 maj 1995 | Schweiz - Tyskland  | 13 - 0 |
| 18 maj 1995 | Ryssland - Japan    | 8 - 1  |

## Placeringsmatcher
| 19 maj 1995 | Match om 9:e plats | Ungern - Japan      | 6 - 0 |  |
| 19 maj 1995 | Match om 7:e plats | Lettland - Tyskland | 4 - 2 |  |
| 19 maj 1995 | Match om 5:e plats | Tjeckien - Ryssland | 3 - 5 |  |

## Slutspel

### Semifinaler
| 19 maj 1995 | Sverige - Schweiz | 6 - 2 |                  |
| 19 maj 1995 | Finland - Norge   | 3 - 4 | efter straffslag |

### Match om tredje pris
| 20 maj 1995 | Schweiz - Finland | 2 - 3 |

### Final
| 20 maj 1995 | Sverige - Norge | 8 - 2 |

| Europamästare: Sverige (första titeln) |